# Chantalita
La chantalita és un mineral de la classe dels silicats. Rep el seu nom Chantal Sarp (1944 -), esposa d'Halil Sarp, qui va descriure el mineral, pel seu suport durant la seva investigació de camp.

## Característiques
La chantalita és un silicat de fórmula química CaAl₂(SiO₄)(OH)₄. Cristal·litza en el sistema tetragonal.
Segons la classificació de Nickel-Strunz, la chantalita pertany a «09.AG: Estructures de nesosilicats (tetraedres aïllats) amb anions addicionals; cations en coordinació > [6] +- [6]» juntament amb els següents minerals: abswurmbachita, braunita, neltnerita, braunita-II, långbanita, malayaïta, titanita, vanadomalayaïta, natrotitanita, cerita-(Ce), cerita-(La), aluminocerita-(Ce), trimounsita-(Y), yftisita-(Y), sitinakita, kittatinnyita, natisita, paranatisita, törnebohmita-(Ce), törnebohmita-(La), kuliokita-(Y), mozartita, vuagnatita, hatrurita, jasmundita, afwillita, bultfonteinita, zoltaiïta i tranquillityita.

## Formació i jaciments
Va ser descoberta al mont Covur Yokusutepe, a Doganbaba, als monts Taurus, a la província de Burdur, a dins de la regió de la Mediterrània, Turquia. També ha estat descrita a les pedreres Clairwood, a la vall d'Umhlatuzana, a la província de KwaZulu-Natal (Sud-àfrica), així com al pic Acquasaliente, a Schio, a la província de Vicenza (Itàlia). Només ha estat descrita en aquests tres indrets a tot el planeta.